# Nanny (Vorname)
Nanny ist ein weiblicher Vorname.
Der Name ist eine Variante von Nanni und die englische Koseform von Anne.

## Namensträgerinnen
- Nanny Becker (1914–2008), deutsch-jüdische Sängerin, Soubrette und Gastwirtin
- Nanny von Escher, eigentlich Anna Elisabeth von Escher (1855–1932), Schweizer Schriftstellerin und Rednerin
- Nanny Fröman (1922–2013), schwedische Physikerin und Hochschullehrerin
- Nanny Lambrecht (1868–1942), deutsche Schriftstellerin
- Nanny of the Maroons (1700–1740), jamaikanische Maroon und Freiheitskämpferin
- Nanny Still (1926–2009), finnische Designerin